# Eustomias gibbsi
Eustomias gibbsi is een straalvinnige vissensoort uit de familie van Stomiidae. De wetenschappelijke naam van de soort is voor het eerst geldig gepubliceerd in 1971 door Johnson & Rosenblatt.